# Пјетрасанта (Вибо Валенција)
Пјетрасанта је насеље у Италији у округу Вибо Валенција, региону Калабрија.
Према процени из 2011. у насељу је живело 15 становника. Насеље се налази на надморској висини од 375 м.